# U.S. Route 51 (Illinois)
La U.S. Route 51 o Ruta Federal 51 (abreviada US 51) es una autopista federal ubicada en el estado de Illinois. La autopista inicia en el oeste desde la I 90  , I 39  hacia el este en la US 51  en Cairo. La autopista tiene una longitud de 85,3 km (53 mi).

## Mantenimiento
Al igual que las carreteras estatales, las carreteras interestatales, y el resto de rutas federales, la U.S. Route 51 es administrada y mantenida por el Departamento de Transporte de Illinois por sus siglas en inglés IDOT.

## Cruces
La U.S. Route 51 es atravesada principalmente por la  I 90  I 55  I 74  I 72 .